# Cleora hoplogaster
Cleora hoplogaster är en fjärilsart som beskrevs av Louis Beethoven Prout 1916. Cleora hoplogaster ingår i släktet Cleora och familjen mätare. Inga underarter finns listade i Catalogue of Life.